# Hillbilly Elegy
Hillbilly Elegy er en amerikansk dramafilm fra 2020 instrueret af Ron Howard, efter et manuskript af Vanessa Taylor baseret på erindringsbogen af samme navn fra 2016 af J. D. Vance. Filmen har Amy Adams, Glenn Close, Gabriel Basso, Haley Bennett, Freida Pinto, Bo Hopkins og Owen Asztalos på rollelisten, og følger en studerende på Yale Law School, der må vende hjem til sin familie i Ohio efter en familienødsituation.
Efter at have købt filmrettighederne til Vances bog i 2017, annoncerede Imagine Entertainment at Howard skulle instruere filmen. Netflix erhvervede sig distributionsrettighederne i januar 2019. Rollebesætningen tiltrådte i april og filmoptagelserne varede fra Juni til august i Georgia og Ohio.
Hillbilly Elgy blev vist i udvalgte biografer i USA den 11 november 2020, hvorefter den blev udgivet digitalt på Netflix den 24 november. Filmen blev kritiseret især for manuskriptet og instruktionen, og blev nomineret til tre Golden Raspberry Awards nemlig Værste manuskript, værste instruktør og værste kvindelige birolle.
Close blev dog også nomineret til en Oscar for bedste kvindelige birolle.

## Medvirkende
- Gabriel Basso som J.D Vance
- Amy Adams som Beverly Vance
- Glenn Close som Bonnie "Mamaw" Vance
- Haley Bennett som Lindsay Vance
- Freida Pinto som Usha Vance
- Bo Hopkins som Papaw Vance

## Produktion
Imagine Entertainment vandt rettighederne til erindringen på en auktion i april 2017 med Ron Howard som instruktør.
I februar 2018 blev Vanessa Taylor sat til at omskrive romanen til et manuskript.
I marts 2018 blev Howard set ved Buckingham kulmine nær Corning, Ohio, hvor han ledte efter mulige lokationer i Perry County.
I oktober 2018 blev han igen set i Middletown, Ohio, hvor han igen ledte efter lokationer.
I januar 2019 købte Netflix rettighederne til filmen efter at have budt 45 millioner dollar på projektet.
Glenn Close, Amy Adams, Gabriel Basso og Haley Bennett tiltrådte rollebesætningen i april 2019.
I juni 2019 blev Freida Pinto, Bo Hopkins og Owen Asztalos tilføjet til rollelisten.
Filmoptagelserne startede den 12. juni 2019 i Atlanta, Georgia og blev afsluttet den 8. august i Middletown. Flere dage af optagelserne skete i borgens setting i Middletown, Ohio,
selvom de fleste optagelser fandt sted i Atlanta, Clayton og Macon i Georgia.
Hans Zimmer og David Fleming komponerede filmens musik.

## Udgivelse
Hillbilly Elegy havde en begrænset biografudgivelse i USA den 11. november 2020, inden den kunne streames på Netflix fra den 24. november.
Den var den mest sete film på Netflix på udgivelsesdagen, og endte på en tredjeplads i den første weekend.
I dens anden weekend faldt den til en ottendeplads.

## Kritisk respons
Rotten Tomatoes giver en bedømmelse på 26% baseret på 245 anmeldelser, med en gennemsnitlig vurdering 4.6/10.
På Metacritic fik filmen en gennemsnitlig bedømmelse på 38 ud af 100 og gav filmen "generelt ugunstige anmeldelser".
Claus Nygaard Petersen fra Filmmagasinet Ekko giver filmen 4 ud af 6 stjerner, og roser særligt skuespillernes præstationer og skriver: "Glenn Close og Amy Adams leverer fantastisk skuespil" og "Close serverer replikken, så den er frygtindgydende og fantastisk sjov, fordi det både er opfindsomt og troværdigt. Owen Asztalos, der spiller den unge. J.D., sælger forbløffelsen perfekt, og i det hele taget er det fremragende skuespil fra alle implicerede."
Soundvenues Freja Dam gav filmen 2 ud af 6 stjerner og skrev: "Amy Adams og Glenn Close overbeviser ingen om, at de er udslidte bonderøve fra den amerikanske underklasse i Ron Howards tandløse filmatisering af en kontroversiel selvbiografi fra Trump-land."